# Asmus Julius Thomsen
Asmus Julius Thomas Thomsen, född 19 juni 1815, Brunsholm, Esgrus/Angeln, död 3 februari 1896, Kapeln vid Schlei, var en dansk läkare.
Efter att först ha gått i katedralskolan i Schleswig började Thomsen studera medicin i Kiel 1834. Han studerade även i Köpenhamn och Berlin. Han flyttade omkring lite innan han 1853 kom till Kappeln där han så småningom blev distriktsläkare (Kreisphysicus) och medicinsk rådgivare (Sanitätsrat). 
Han led av muskelsvaghet och kramper, en åkomma som alla hans söner ärvde. Thomsen insåg att det rörde sig om en ärftlig sjukdom och han lyckades spåra sjukdomen i sex generationer och fann över 20 fall av den. Vad som fick honom att gå till botten med sjukdomen var att hans yngste son anklagades för att vara en simulant för att slippa militärtjänsten. Det tog myndigheterna nästan två månader av medicinska undersökningar för att komma fram till att sonen verkligen led av en sjukdom. Namnet Thomsens sjukdom föreslogs 1883 av Karl Friedrich Otto Westphal. 
Den första som troligtvis hade sjukdomen var Friederike Christine Ludowika von Grambow, född 1742-1770, Föräldrar Volrath Levin von Grambow och Barbara von der Luhe). Gift med Nikolaus Caspar Hartwig von Barner. De hade en son Tugendreich Julius v. Barner 14.9.1770-1799. Hans dotter var Nicoline Henriette von Barner. 2.5.1797-29.5.1871. Mor till Thomsen. 
Sjukdomen är en mutation i CLCN1 (7q35).  
Thomsen hade ett stort intresse för litteratur och på fritiden skrev han själv poesi och patriotiska sånger. Några av hans dikter tonsattes av Heinrich Marschner. Han översatte även en del dansk poesi, bland annat av H. C. Andersen, till tyska.